# Waterloo (Québec)
Waterloo è un comune del Canada, situato nella provincia del Québec, nella regione di Montérégie.